# 南門口駅
南門口駅（なんもんこうえき）は、中華人民共和国湖南省長沙市天心区にある1号線の駅である。

## 駅構造
- 島式ホーム1面

## 駅周辺
- 南門口
- 天心閣
- 杜甫江閣
- 長郡中学
- 長沙陽光医院